# Czudec
Czudec – wieś (dawniej miasteczko lokowane w XV w.) w Polsce położona w województwie podkarpackim, w powiecie strzyżowskim, w gminie Czudec. 
Czudec uzyskał lokację miejską w 1427 roku, zdegradowany został w 1919 roku.  Wieś położona jest na skraju Pogórza Strzyżowskiego, przy drodze wojewódzkiej nr 988. Miejscowość jest siedzibą parafii Świętej Trójcy, należącej do dekanatu Czudec, diecezji rzeszowskiej.

## Części wsi
| SIMC    | Nazwa       | Rodzaj    |
| ------- | ----------- | --------- |
| 1043425 | Bełk        | część wsi |
| 0648391 | Grobla      | część wsi |
| 0648400 | Kolanówka   | część wsi |
| 0648416 | Leśniczówka | część wsi |
| 0648422 | Rzeki       | część wsi |

## Historia

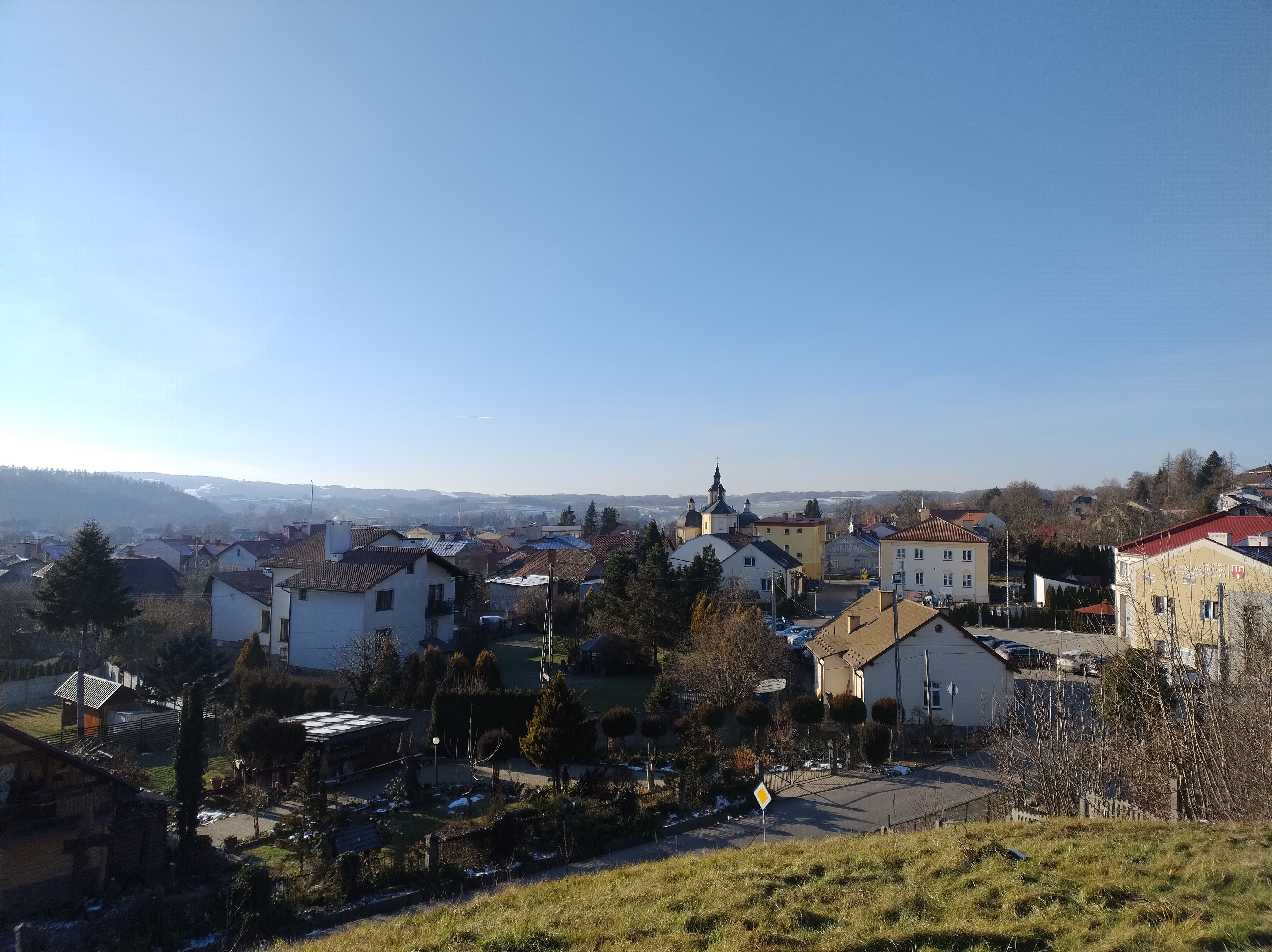
Panorama wsi (2024)

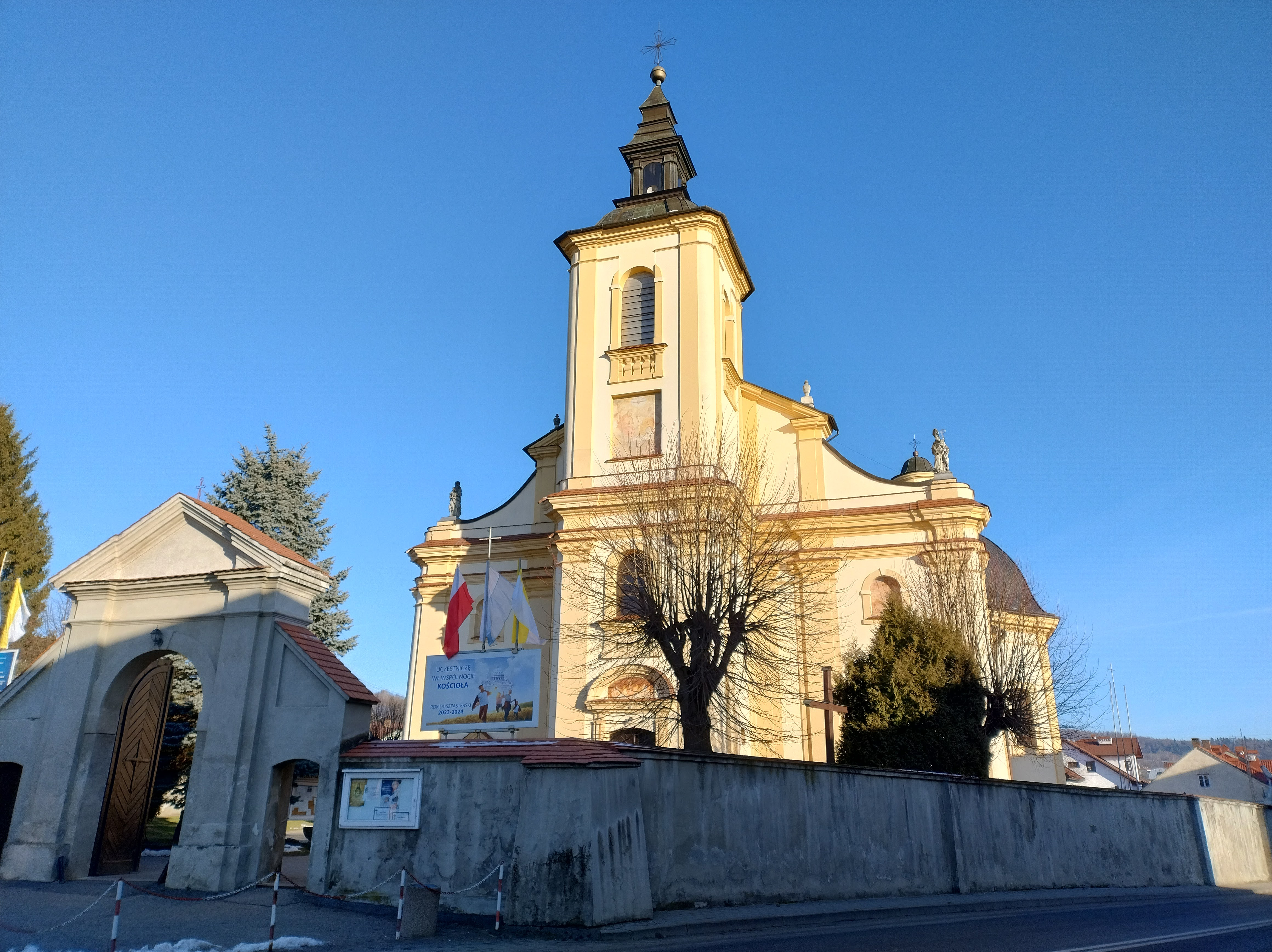
Kościół Świętej Trójcy (2024)

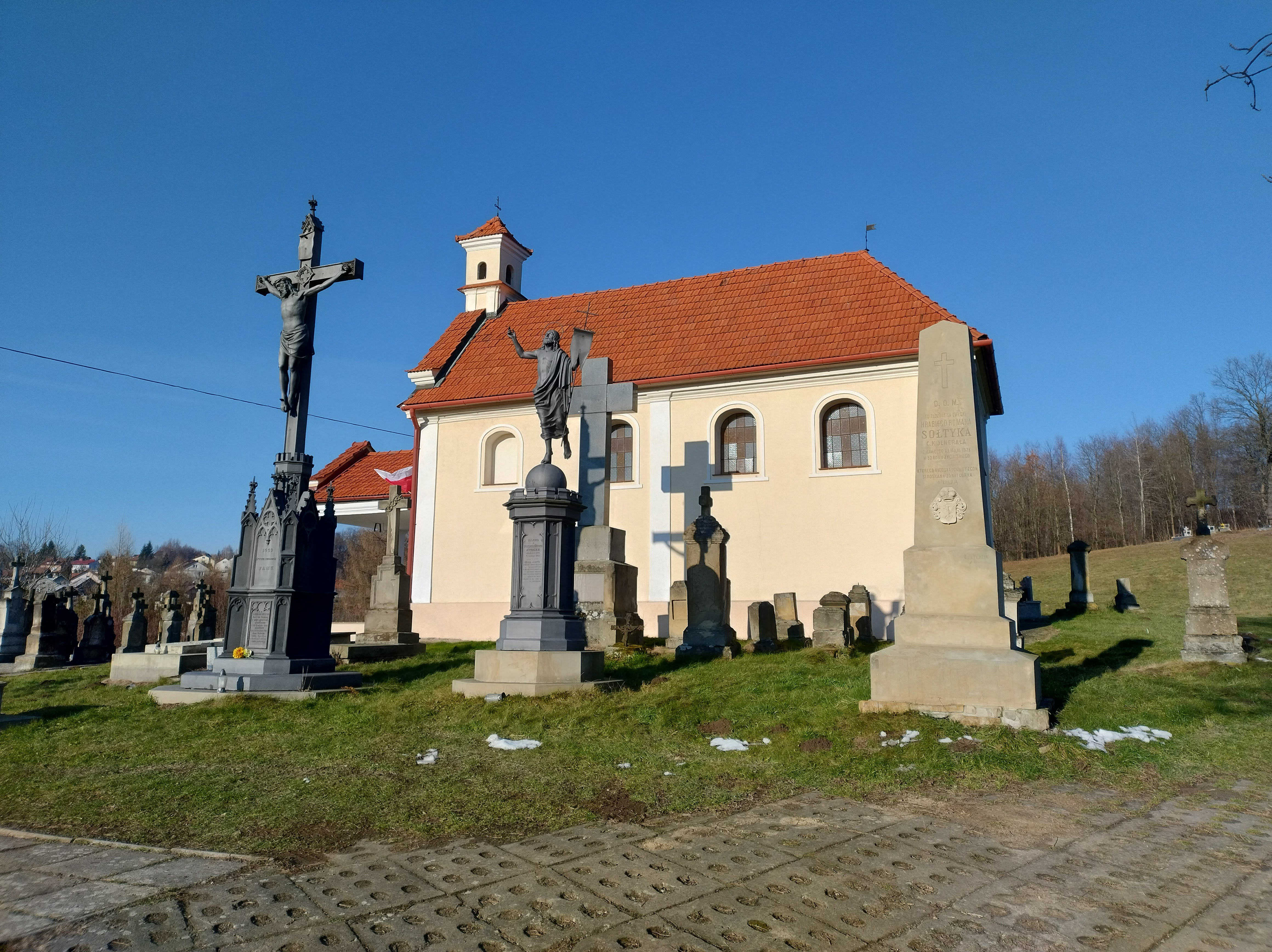
Kościół św. Marcina (2024)

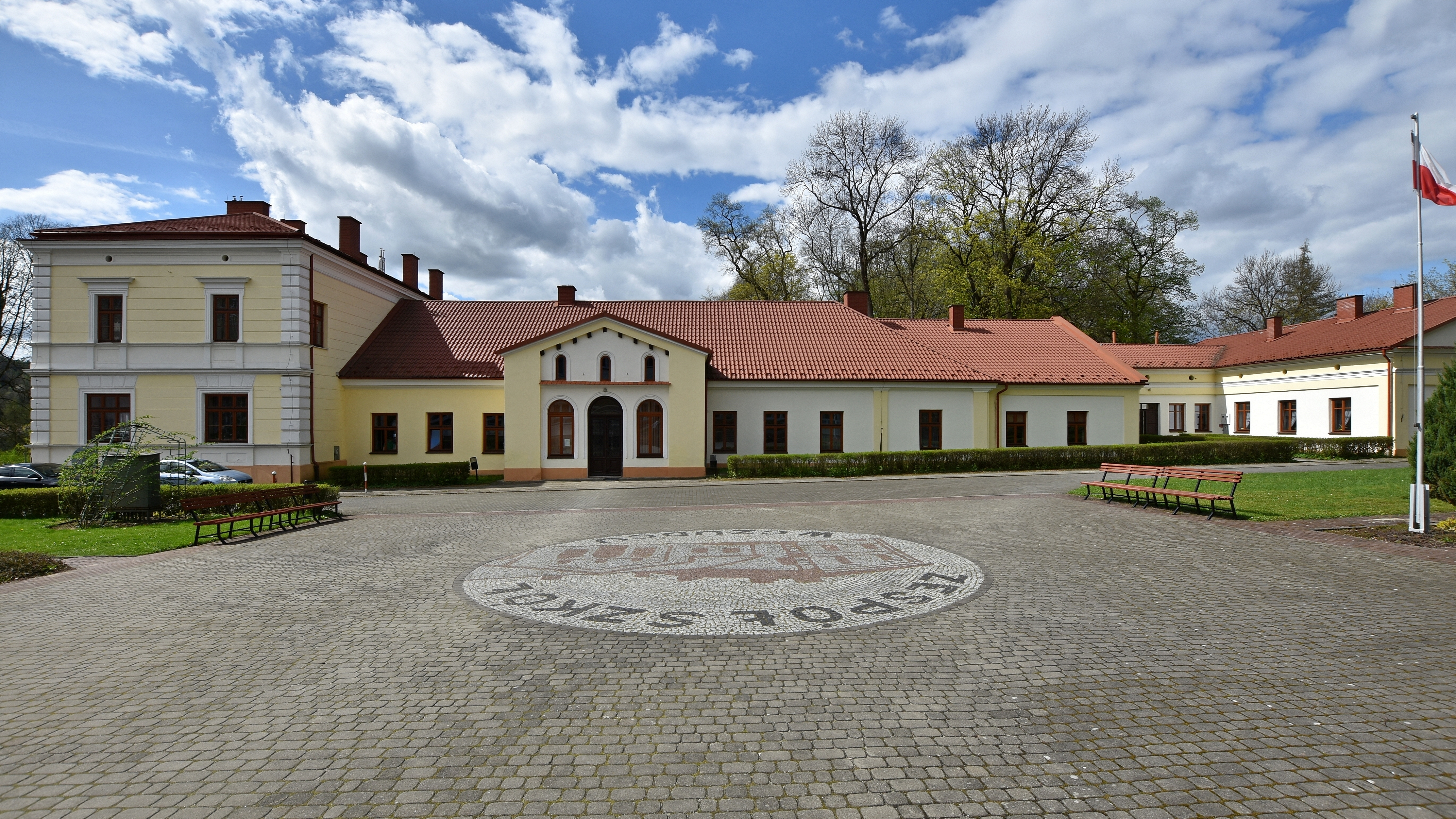
Dwór w 2024 roku

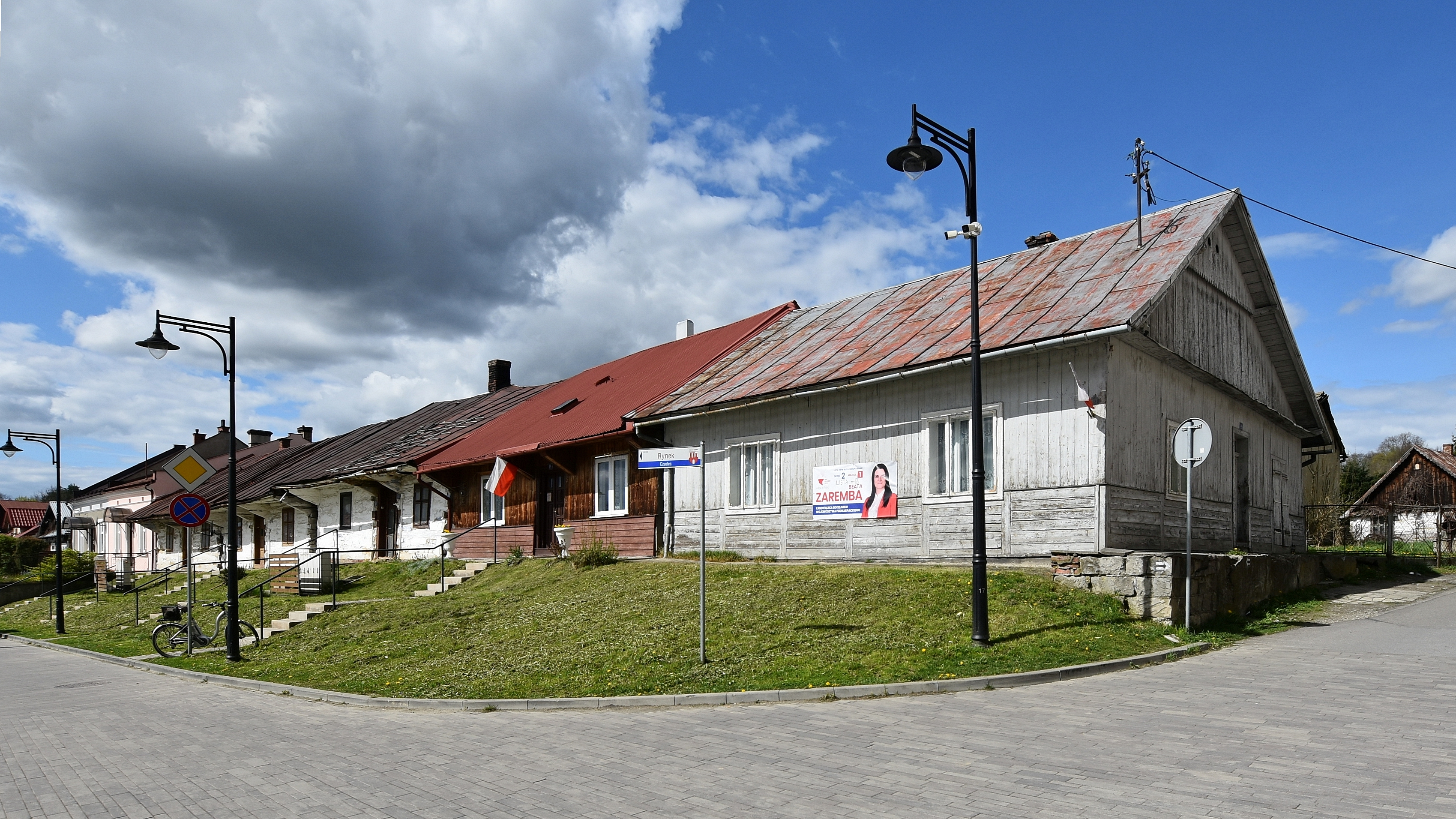
Zachowana drewniana pierzeja rynku (2024)

W 1185 roku komes Mikołaj Bogoria z Bogorii koło Sandomierza przekazał kilka wsi ze swych dóbr na uposażenie klasztoru cystersów w Koprzywnicy.
W 1264 roku spotkali się w Tarnawie: książę Rusi Halickiej Daniel Halicki z księciem polskim Bolesławem Wstydliwym i wspólnie dokonali rozgraniczenia księstw. Granica miała przebiegać między Rzeszowem a Czudcem.

W 1279 r. biskup firmański Filip de Casate, w latach 1278-1282 legat papieski na Węgrzech i w Polsce, w Budzie na Węgrzech potwierdził opatowi klasztoru cystersów w Koprzywnicy prawo do pobierania dziesięciny między innymi z Czudca i Strzyżowa.
19 stycznia 1354 r. Kazimierz III Wielki nadał Janowi Pakosławowi ze Strożyska miasto Rzeszów z okolicą po Dąbrowę na północy, Czudec na zachodzie i wieś Leżajsk na wschodzie.
W 1427 r. król Władysław II Jagiełło nadał Czudcowi prawa miejskie. W XV wieku ówczesny dziedzic Czudca, Mikołaj Strzyżowski, wybudował po zachodniej stronie rynku drugi kościół pw. św. Zofii (obecne sanktuarium).
Był miastem klasztoru opactwa benedyktynów w Tyńcu w województwie sandomierskim w 1629 roku.
Podczas okupacji hitlerowskiej, pod koniec 1941 roku Niemcy utworzyli getto dla żydowskich mieszkańców. Przebywało w nim około 500 Żydów. 27 lipca 1942 roku zostali wywiezieni do getta w Rzeszowie, a stamtąd do obozu zagłady Bełżcu i tam zamordowani. 
2 sierpnia 1944 zajęty przez wojska radzieckie.
W latach 1954–1972 wieś należała i była siedzibą władz gromady Czudec, następnie gminy. W latach 1975–1998 miejscowość administracyjnie należała do województwa rzeszowskiego.

## Zabytki
- Barokowy kościół parafialny pw. Świętej Trójcy, wybudowany w latach 1721–1735 z części rozebranych murów zamku we wsi Przedmieście Czudeckie, na miejscu drewnianej świątyni pw. św. Zofii z fundacji ówczesnego właściciela, Józefa Grabińskiego.
- Murowana kaplica pw. św. Marcina, według tradycji wybudowana na miejscu pierwotnego kościoła parafialnego pod tym samym wezwaniem w 1692 r. (ostatnio odremontowana w 2004 staraniem samorządu gminy i parafii).
- Zespół dworsko-parkowy ze starym dworem z XVII w. zwanym Lamusem i nowszym z XVIII w. rozbudowanym w końcu XIX w. Rośnie tam między innymi okazały tulipanowiec, drzewo o obwodzie 393 cm na wys. 0,3m (w 2013)[11]. Obecnie w posiadaniu Zespołu Szkół.
- Zespół dworski położony w części dawnej wsi o nazwie Nowa Wieś Czudecka włączonej do Czudca po 1988. Zniszczony dwór uzyskał dawną świetność dzięki pracom remontowym nowego właściciela.
- Zespół drewnianej zabudowy mieszkalnej (w całości zachowana północna pierzeja rynku).
- Zamek na górze zamkowej (ruiny zamku częściowo odsłonięte i zrekonstruowane).

## Sport
W Czudcu działa założony w 1977 roku klub sportowy LKS Czarni Czudec, którego piłkarze w sezonie 2024/2025 występowali w klasie B w podokręgu Rzeszów II.